# Tuerie de Dunblane

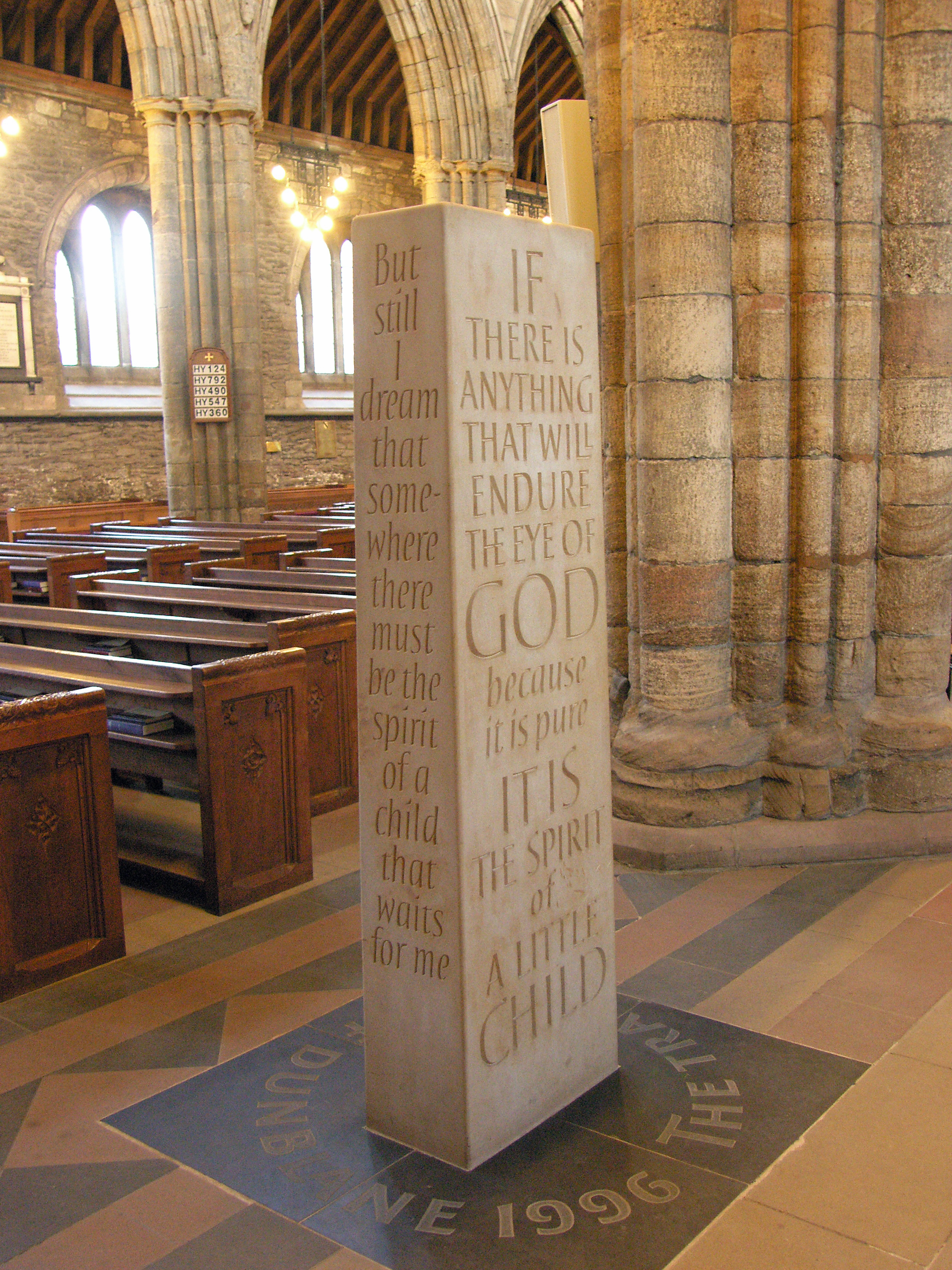
Pierre commémorative.

La tuerie de Dunblane (à environ 10 km au nord de Stirling au Royaume-Uni) perpétrée par Thomas Watt Hamilton, s'est déroulée le 13 mars 1996 dans une école écossaise. Elle a coûté la vie à seize enfants, âgés de quatre à six ans, ainsi qu’à leur institutrice.

## Les faits
À 9 heures 30, trente jeunes enfants âgés de 5 ans (6 ans révolu pour l'un d'eux, McKinnon) se trouvent dans le gymnase accompagnés de leur institutrice, Gwen Mayor âgée de 45 ans. À ce moment, un homme masqué, Thomas Watt Hamilton (né le 10 mai 1952 à Glasgow), fait irruption dans le bâtiment, armé de quatre armes de poing, et fait feu sur les élèves, méthodiquement diront par la suite les enquêteurs. 
Quand les tirs cessent, plus d’une trentaine de corps sont au sol. Gwen Mayor a été tuée sur le coup, ainsi que quinze écoliers. Il y a dix-sept autres blessés (dont trois adultes), dont l’un si grièvement qu'il décédera en arrivant à l’hôpital. Le tueur retournera une de ses armes contre lui. 
On ignore les motivations du geste d'Hamilton, mais son comportement ambigu à l'égard des jeunes garçons à qui il proposait des activités sportives dans les nombreux clubs qu'il avait créés fut à l'origine de rumeurs de pédophilie et de nombreuses plaintes déposées contre lui, mais qui ne débouchèrent sur aucune condamnation judiciaire, même si ses activités étaient particulièrement surveillées par la police. Cependant, ces accusations achevèrent de mettre à mal sa réputation. Il laissa des écrits dans lesquels il se plaignait que ses efforts pour mettre en place des clubs de jeunes eurent pour résultat une persécution de la part des autorités.

## Les victimes
Parmi les témoins du massacre se trouve le joueur de tennis Andy Murray, alors âgé de presque 9 ans. Dans un premier temps, il déclare ne pas s'en souvenir, refusant systématiquement de parler de cet épisode dramatique de sa jeunesse, puis finalement l'évoque dans sa biographie Hitting Back en 2008. La tuerie se déroule au moment où sa classe se trouve dans le couloir, et se dirige vers le gymnase. L'instituteur, entendant les coups de feu, enjoint aux élèves de se cacher. Murray se réfugie alors sous le bureau du directeur avec son frère.

## Conséquences
La tuerie donna lieu à un contrôle des armes à feu radical en Grande-Bretagne puisque toute détention d'arme fut interdite aux privés par le gouvernement de John Major.

## Critiques envers les autorités
Des preuves d'une interaction antérieure entre la police et Hamilton ont été présentées à l'Enquête Cullen (Cullen Inquiry) mais ont été par la suite scellées sur ordre afin d'en empêcher la publication pour une durée de cent ans. La raison donnée officiellement pour cette rétention des documents était la protection de l'identité des enfants, mais ceci a mené à des accusations de dissimulation destinée à protéger la réputation de fonctionnaires responsables,. Après avoir examiné l'ordre de mise sous scellé par le Lord Advocate, Colin Boyd (en), des versions modifiées de certains des documents sont parues publiquement en octobre 2005. Quatre fichiers contenant des autopsies, des rapports médicaux et un portrait des victimes, ainsi que l'autopsie de Hamilton, sont restés sous scellé selon l'ordre des cent ans au motif d'éviter de perturber les proches et les rescapés.
Les documents publiés ont révélé qu'en 1991, des plaintes envers Hamilton avaient été formulées à la Central Scotland Police (en) et que l'Unité de protection de l'enfance (Child Protection Unit) enquêtait dessus. Hamilton avait été signalé au procurator fiscal (en) pour dix chefs d'accusation, dont agression, obstruction de la police et infraction au Children and Young Persons Act 1937. Aucune mesure n'a été prise.